# Краљев говор
Краљев говор (енгл. The King's Speech) је британски историјско-драмски филм из 2010. године, режисера Тома Хупера по сценарију Дејвида Сајдлера. Колин Ферт глуми будућег краља Џорџа VI који, да би се изборио са муцањем, виђа Лајонела Лога, аустралијског логопеда, кога глуми Џефри Раш. Њих двојица постају пријатељи док раде заједно, а након што је његов брат абдицирао са престола, нови краљ се ослања на Лога који ће му помоћи да направи свој први ратни радио пренос након британске објаве рата Немачкој 1939. године.
Сајдлер је читао о животу Џорџа VI након што је научио да преброди стање муцања које је развио током своје младости. О односу терапеута и његовог краљевског пацијента почео је да пише већ 1980-их, али је на захтев краљеве удовице, краљице Елизабете, краљице мајке, одложио свој рад све до њене смрти 2002. године. Касније је преправио свој сценарио како би се усредсредио на суштински однос између двојице протагониста. Девет недеља пре почетка снимања, Логове бележнице су откривене и цитати из њих су унети у сценарио.
Филм је сниман у Лондону и другим деловима Британије од новембра 2009. до јануара 2010. године. Чврсто светло је коришћено да би причи дало већу резонанцу, а такође су коришћена сочива шира од нормалних да би се створио осећај сужења војводе од Јорка. Трећа техника коју је Хупер применио била је кадрирање ликова изван центра.
Филм је постигао велики критички и комерцијални успех. Критичари су похвалили визуелни стил, уметничку режију, сценарио, режију, музику и глуму. Други су коментарисали филмско представљање историјских детаља, посебно преокрет противљења Винстона Черчила абдикацији. Филм је освојио много награда и номинација, посебно за глуму Колина Ферта, што је резултирало његовим првим освојеним Оскаром за најбољег главног глумца. На 83. додели Оскара, филм је био номинован за 12 награда, више него иједан други филм те године, а освојио је четири, укључујући ону за најбољи филм. Цензори су му у почетку давали рејтинге за одрасле због непристојности, мада су они касније ревидирани наниже након критика произвођача и дистрибутера у Великој Британији, а неке сцене са псовањем су пригушене у Сједињеним Државама. Са буџетом од 8 милиона фунти, филм је зарадио преко 250 милиона фунти (400 милиона долара) широм света.

## Радња
Принц Алберт, војвода од Јорка, други син краља Џорџа V, држи говор на стадиону Вембли, у присуству своје супруге Елизабете. Његово муцање видљиво узнемирује хиљаде слушалаца у публици. Принц покушава неколико неуспешних третмана и одустаје, док га Елизабета наговара да види Лајонела Лога, аустралијског логопеда. На првом састанку, Лог захтева да се један другом обраћају својим правим именима, што је било кршење краљевских прописа: Лог говори Алберту да ће га он одсад звати „Берти”. Првобитно, Берти је нерадо примио третман, али Лог се клади с њим у шилинг да он може савршено да чита и даје му Хамлетов монолог „Бити или не бити” да чита наглас, док носи слушалице на којим је пуштена толико гласна музика да он не може чути самог себе. Лог снима Бертијево читање на грамофонску плочу, али уверен да је муцао цело време, Берти одлази љутит, изјављујући да је његово стање „безнадежно”. Лог му даје снимак као успомену.
Након што краљ Џорџ V одржи свој божићни говор, он објашњава свом сину важност медија за модерну монархију у опасној међународној ситуацији и изјављује да ће Бертијев старији брат, Дејвид, принц од Велса, донети штету породици и земљи ако се попне на престо, па захтева да Берти почне да се припрема, почевши са читањем очевог говора. Након болног покушаја да то учини, Берти слуша Логов снимак и чује сам себе како рецитује Шекспира течно, изненађујући самог себе и своју супругу.
Берти се враћа Логовом третману, где раде заједно на опуштању мишића и контроли дисања, док Лог опрезно истражује психолошке корене његовог муцања, што представља много неугодности за раздражљивог Бертија. Ипак, Берти открива неке од својих притисака из детињства, међу којима је и његов строги отац; репресија његове природне леворукости; болни третмани са металним удлагама за његова колена; дадиља која је више волела његовог старијег брата, која је ишла тако далеко да је намерно штипала Бертија на свакодневним презентацијама пред његовим родитељима, тако да је он плакао, а његови родитељи више не би желели да га виде и која га није ни хранила адекватно („Требало је мојим родитељима три године да то примете”, каже Берти), и смрт његовог млађег брата, принца Џона 1919. године. Како лечење напредује, Лог и Берти постају пријатељи.
Краљ Џорџ V изненада умире 20. јануара 1936. и Дејвид долази на престо као краљ Едвард VIII, који жели да ожени Волис Симпсон, америчку чланицу високог друштва, што изазива уставну кризу. На забави у замку Балморал, Берти истиче да Едвард не може да ожени разведену жену и задржати престо, након чега Едвард оптужује брата за средњовековне мере како би се докопао престола. Берти се не обазире на оптужбе, након чега Едвард оживљава његове мане из детињства и руга му се изговарајући „Б-Б-Б-Берти”.
На свом следећем третману Берти није заборавио инцидент. Након што је описао дијалог и значење Едвардове лудости са Волис Симпсон, Лог инсистира да Берти мора бити краљ. Огорчен, Берти оптужује Лога за издају и руга се његовој промашеној глумачкој каријери и његовом ниском пореклу, тиме узрокујући раздор у њиховом пријатељству.
Када је краљ Едвард VIII био присиљен да се одрекне престола како би могао да ожени Волис, Берти постаје краљ Џорџ VI. Узбуђен новом титулом, нови краљ схвата да му је потребна Логова помоћ, па га он и краљица посећују и извињавају му се. Логова супруга је запањена када је затекла краљевски пар у свом скромном дому. Када краљ инсистира да Лог заузме место у краљевој ложи током његовог крунисања у мају 1937. у Вестминстерској опатији, надбискуп кентерберијски, Козмо Гордон Ланг, сумња у Логове квалификације. То започиње нови сукоб између краља и Лога, који објашњава да он никад није тврдио да је доктор и да је само почео са практиковањем говорне терапије неформалним лечењем војника који су доживели шокове у Великом рату. Док краљ прича како још нема поуздања у властите способности, Лог седа на трон Светог Едварда, након чега се краљ наљути због његовог непоштовања и виче на њега. Краљ тада схвата да се у потпуности изразио без замуцкивања, па може да вежба за завршну церемонију.
У септембру 1939, недуго након британског проглашења рата с Немачком, Џорџ VI позива Лога у Бакингемску палату како би му помогао у припреми за његово радијско обраћање земљи. Док краљ и Лог пролазе кроз палату ка малом студију, Винстон Черчил открива краљу да је и он, такође, једном имао говорну ману, али је пронашао начин како то да превлада. Краљ држи свој говор као да прича насамо са Логом, који му помаже за време целог говора. Након тога краљ излази на балкон палате са својом породицом, где му хиљаде грађана аплаудира.
На крају филма објашњава се да, током многих говора које је краљ Џорџ VI држао за време Другог светског рата, Лог је увек био присутан. Такође се објашњава да су Лог и краљ остали пријатељи, као и да је краљ наградио Лога медаљом Краљевског викторијанског реда 1944. године. Ова висока част од захвалног краља, која је додељена Логу, даје се само онима који су направили дело заслуга за монарха.

## Улоге
| Глумац              | Улога               |
| ------------------- | ------------------- |
| Колин Ферт          | Џорџ VI             |
| Хелена Бонам Картер | Елизабет Боуз-Лајон |
| Џефри Раш           | Лајонел Лог         |
| Гај Пирс            | Едвард VIII         |
| Тимоти Спол         | Винстон Черчил      |
| Џенифер Или         | Миртл Лог           |
| Мајкл Гамбон        | Џорџ V              |
| Дерек Џекоби        | Козмо Ланг          |
| Ентони Ендруз       | Стенли Болдвин      |
| Ив Бест             | Волис Симпсон       |
| Фреја Вилсон        | Принцеза Елизабета  |
| Рамона Маркез       | Принцеза Маргарета  |
| Клер Блум           | Марија од Тека      |

## Историјска тачност
Према сценаристи Дејвиду Зајдлеру, редитељ Том Хупер је инсистирао да историјска тачност буде што је могуће већа, а њих двојица су заједно радили на сценарију пуна четири месеца како би из њега извукли што више и како би били сигурни да су обезбедили аутентичност. Према интервјуу који је ББЦ-ју дао унук Лајонела Лога, филмска екипа је постала свесна постојања дневника са Логовим оригиналним белешкама о његовом лечењу војводе само девет недеља пре почетка снимања. У том тренутку су се вратили на дорађивање сценарија како би обухватили сазнања из Логове заоставштине. Хупер је изјавио како су неке од незаборавних реченица у филму директни цитати из Логовог дневника.
Ипак, извесне измене су уведене због уметничке слободе и драматуршког тока радње. Професор Кети Шулц је указала на чињеницу да је филм хронолошки сузио радњу на период од неколико година. Војвода од Јорка је заиста почео да сарађује са Лајонелом Логом у октобру 1926, десет године пре избијања абдикационе кризе. Напредак у говору је било могуће приметити већ у року од неколико месеци, а не година како се сугерише у филму: у новинском интервјуу из 1952. године, Лог је рекао да је војвода отворио аустралијски Парламент у Канбери чврсто и без муцања 1927. године, односно само седам месеци након почетка њихове сарадње.

## Критике и награде
Критика је добро примила филм који је освојио неколико престижних филмских награда, укључујући четири Оскара: за најбољи филм, најбољу режију, најбољег глумца (Колин Ферт) и најбољи оригинални сценарио.